# Nermin Haskić
Nermin Haskić (Banovići, 27 giugno 1989) è un calciatore bosniaco, attaccante del Velež Mostar.

## Caratteristiche tecniche
È un centravanti.

## Palmarès

### Club
- Coppa di Slovacchia: 1

Košice: 2013-2014

### Individuale
- Capocannoniere del campionato serbo: 1

2018-2019 (24 gol)